# Mabel Hampton
Mabel Hampton (Winston-Salem, Carolina del Norte, 2 de mayo de 1902-Nueva York, 26 de octubre de 1989) fue una activista lesbiana estadounidense y bailarina durante el renacimiento de Harlem.

## Trayectoria

### Infancia
Nacida en Winston-Salem, Carolina del Norte, el 2 de mayo de 1902, Hampton tenía solo dos meses cuando murió su madre. Su abuela la crio pero murió de un derrame cerebral cuando Hampton tenía siete años. Tras su muerte, fue subida a un tren con destino a Nueva York, donde se fue a vivir con su tíos. Al año siguiente, Hampton se escapó tras haber sido violada por su tío y maltratada por la familia. Desde los ocho hasta los diecisiete años, vivió con una familia blanca en Nueva Jersey.

### Harlem
En 1919, mientras asistía a una fiesta solo para mujeres en Harlem, Hampton fue encarcelada acusada de trabajo sexual. Ella comprendió que su encarcelamiento era por su condición de lesbiana. Tras cumplir trece meses de una sentencia de tres años en Bedford Hills, Hampton fue puesta en libertad con la condición de que se mantuviera alejada de Nueva York.
En la década de 1920, Hampton bailó en producciones totalmente negras para personalidades del Renacimiento de Harlem, incluida Jackie "Moms" Mabley. 
Como el trabajo de bailarina fue a menos, Hampton lo dejó. Según lo citado por Erin Sexton-Sayler, Hampton explicó: "Me gusta comer". En este punto, Hampton comenzó lo que sería su carrera más larga: mujer de la limpieza para familias blancas en la ciudad de Nueva York. Joan Nestle, la hija de una de estas familias, fue cofundadora de Lesbian Herstory Archives en la ciudad de Nueva York.
Se convirtió al catolicismo en 1935, siendo bautizada en St. Thomas the Apostle Church.

### Activismo
Hampton mantuvo una larga relación con Lillian B. Foster, a quien Hampton conoció en 1932. Las dos fueron pareja hasta la muerte de Foster en 1978. Junto con otras contemporáneas lesbianas, Hampton se ofreció como voluntaria para el New York Defense Recreation Committee (1943); como parte de este comité, recogió cigarrillos y otros artículos "refrescantes" para los soldados estadounidenses de la Segunda Guerra Mundial.
Hampton marchó en la primera Marcha Nacional de Gays y Lesbianas en Washington, y apareció en las películas documentales Silent Pioneers y Before Stonewall.
En 1984, Hampton habló ante miles de espectadores en el Desfile del Orgullo Gay y Lésbico de la ciudad de Nueva York. Allí, dijo: "Yo, Mabel Hampton, he sido lesbiana toda mi vida, durante 82 años, y estoy orgullosa de mí y de mi gente. Me gustaría que toda mi gente fuera libre en este país y en todo el mundo, mi gente homosexual y mi gente negra". Fue la gran mariscal de la marcha del Orgullo en 1985.
Hampton murió el 26 de octubre de 1989 de neumonía en el Centro Hospitalario St. Luke's-Roosevelt.

## Legado
En el documental Not Just Passing Through se recrea su vida y su trayectoria.
A lo largo de su carrera y su vida adulta en Nueva York, Hampton recopiló recuerdos, objetos efímeros, cartas y otros registros que documentan su historia, proporcionando una ventana a las vidas de mujeres negras y lesbianas durante el Renacimiento de Harlem, que donó a los Archivos de Lesbian Herstory. De gran importancia fue su extensa colección de Pulp fiction lésbica donada en 1976.
En 1992, Joan Nestle pronunció la primera Conferencia Kessler para el Center for Lesbian and Gay Studies titulada "I Lift My Eyes to the Hill": the Life of Mabel Hampton as Told by a White Woman.